# Carl Fenner von Fenneberg
Carl Fenner von Fenneberg (Taufname: Heinrich Carl Ernst August) (* 13. September 1886 in Weilburg; † 26. April 1944 in Magdeburg) war ein deutscher Landrat.

## Leben

### Herkunft und Familie
Carl Fenner von Fenneberg wurde als viertes von fünf Kindern der Eheleute Ernst Fenner von Fenneberg (Kaufmann, * 1849, † 1896) und Wilhelmine Merz (* 1856, † 1911) geboren. Sein Großvater war der Dichter und Schriftsteller Daniel Friedrich Innocenz Fenner von Fenneberg (1817–1859), der Urgroßvater war der 1821 vom Herzog von Nassau geadelte Geheime Medizinalrat Johann Heinrich Fenner von Fenneberg.
Am 3. August 1914 heiratete Carl Fenner von Fenneberg in Berlin Maria Franziska Antonia Stüve (* 1892 in Lübeck). Die Künstlerin Iris von Arnim ist eine Enkeltochter.

### Beruflicher Werdegang
Im Jahre 1907 legte er seine 1. Juristische Staatsprüfung ab und wurde -durch den Kriegsdienst unterbrochen- am 31. Juli 1919 zum Gerichtsassessor ernannt und ein Jahr später Regierungsassessor. Er war beim Landratsamt Hagen eingesetzt, bevor er am 1. Januar 1922 als Regierungsrat an die Bezirksregierung Trier überwiesen wurde. Am 2. Mai 1922 erhielt er den Auftrag zur kommissarischen Verwaltung des Landratsamtes Beckum. Seine definitive Ernennung zum Landrat des Kreises Beckum war am 24. August 1922. In diesem Amt blieb er bis zur Beurlaubung im April 1933. Am 8. Mai 1933 wurde Fenner von Fenneberg aufgrund der Bestimmungen des Gesetzes zur Wiederherstellung des Berufsbeamtentums in den einstweiligen Ruhestand versetzt. Am 20. Juni 1933 erhielt er die Überweisung  an das Oberpräsidium Magdeburg. Zum Jahresende wechselte er zur Bezirksregierung Magdeburg und war hier im März 1937 als Regierungsrat tätig. Er ging dann später zurück zum Oberpräsidium Magdeburg, wo er im Dienst verstarb.
Er trat 1920 in die Zentrumspartei und blieb bis Juni 1933 Mitglied, bis er 1934 zur NSV wechselte.